# 圣维克托德马尔卡 (加尔省)
圣维克托德马尔卡（法語：Saint-Victor-de-Malcap）是法国加尔省的一个市镇，属于阿莱区（Alès）圣昂布鲁瓦县（Saint-Ambroix）。该市镇总面积10.87平方公里，2009年时的人口为683人。

## 人口
圣维克托德马尔卡人口变化图示